# Ilan Stavans
Ilan Stavans (nacido como Ilan Stavchansky el 7 de abril de 1961,  Ciudad de México) es un intelectual, ensayista, lexicógrafo, comentarista cultural, traductor, cuentista, conductor de programas televisivos, profesor conocido por sus incursiones en las culturas estadounidense, hispana y judía.

## Biografía
Hijo de familia judía proveniente de Europa oriental, vivió en Viejo Continente, América Latina y el Medio Oriente. Emigró a los Estados Unidos en 1985 y reside en Nueva Inglaterra, en el estado de Massachusetts. Esta peregrinación es el tema que explora en su autobiografía On Borrowed Words: A Memoir of Language (2001). Obtuvo una maestría del Jewish Theological Seminary en la ciudad de Nueva York y un doctorado en letras de Columbia University. Del 2001 al 2006 condujo para PBS la serie de difusión nacional Conversations with Ilan Stavans.
Desde 1993, Stavans ha sido profesor en Amherst College, Massachusetts, donde tiene el título de catedrático Lewis-Sebring en Cultura Latinoamericana y Latina. Ha dictado clase en otras universidades, entre las que se incluye Columbia University en Nueva York. En 1997, Stavans recibió la beca Guggenheim y ha obtenido varios galardones y distinciones internacionales tales como la Medalla Presidencial de Chile, el Premio Rubén Darío y el Latino Literature Prize.

## Obras
Es reconocido principalmente por sus disquisiciones acerca de la lengua y la cultura. Sus investigaciones sociolingüísticas e históricas del fenómeno mundial del spanglish y su influencia ha hecho que se le compare con Antonio de Nebrija y Samuel Johnson. Su pasión por la lexicografía se vuelve patente en Días de diccionario (2006).
La obra de Stavans va desde ensayos como La condición hispánica (1999) hasta historietas como Latino USA: A Cartoon History (con Lalo López Alcaraz) (2000). Stavans estuvo a cargo de varias antologías, entre las que se encuentra The Oxford Book of Jewish Stories (1998).
En 2000 se publicó una muestra representativa de su obra con el título The Essential Ilan Stavans. Cuatro años más tarde, con motivo del centenario del nacimiento de Pablo Neruda, Stavans dirigió una compilación de mil páginas titulada The Poetry of Pablo Neruda. Ese mismo año, la Library of America puso a su cargo la obra, en tres volúmenes, titulada Isaac Bashevis Singer: Collected Stories. Stavans es también el redactor jefe de la Enciclopedia Latina, en cuatro volúmenes, dedicada a todos los aspectos de la vida de los hispanos en Estados Unidos. 
Cultura/s, el suplemento literario del diario barcelonés La Vanguardia, publicó en 2002 una traducción al spanglish del primer capítulo de El ingenioso hidalgo don Quijote de la Mancha, realizada por Stavans, quien posteriormente lanzó Spanglish: The Making of a New American Language (2004). El análisis incluye una comparación entre el spanglish, el yidis y el ebonics, una descripción de esa lengua y seis mil voces. Contiene, asimismo, la citada traducción de Don Quijote. 
Entre las áreas de interés de Stavans es la cultura judía en el mundo hispánico: publicó las antologías Tropical Synagogues: Stories by Jewish-Latin American Writers (1994) y The Schocken Book of Modern Sephardic Literature (2005, galardonada con el National Jewish Book Award); fue responsable de la serie Jewish Latin America (1997-2005) de la editorial University of New Mexico Press; en The Inveterate Dreamer se recogen varios ensayos sobre estos temas.

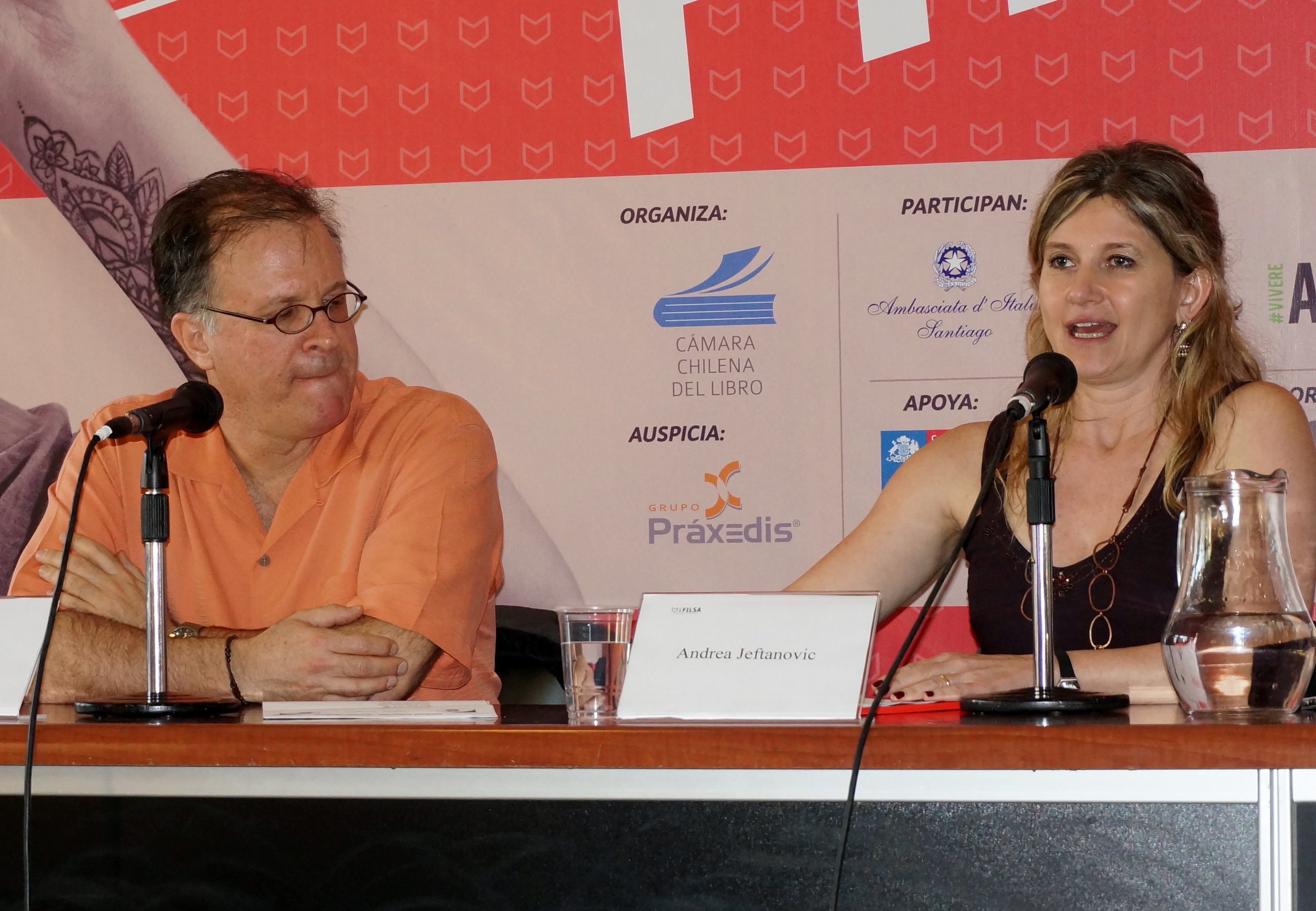
Con la escritora chilena Andrea Jeftanovic en la FILSA 2017

Escribió una pequeña biografía del abogado chicano Oscar Zeta Acosta y un libro sobre Octavio Paz. En una serie de entrevistas realizadas por Neal Sokol titulada Ilan Stavans: Eight Conversations (2005), explora el principio de su carrera, critica a la civilización hispana por negarse a realizar una autocrítica constructiva y habla sobre la obra de Borges, Franz Kafka, Isaac Babel, Sholem Aleichem, Gabriel García Márquez,  Isaac Bashevis Singer, Octavio Paz, Samuel Johnson,  Edward Said y Miguel de Cervantes, entre otros, al tiempo que reflexiona sobre el antisemitismo y el antihispanismo.
Ha publicado dos recopilaciones de sus cuentos: La pianista manca (1991) y The Disappearance (2006). Uno de los relatos incluidos en esta última, «Morirse está en hebreo», que trata sobre la vida judía en México, dio origen a la película homónima de Alejandro Springall. 
Sus opiniones sobre el lenguaje son polémicas en lo que se refiere a la formación de palabras y estructuras. Stavans opina que los diccionarios y las academias de la lengua son amortiguadores cuya improbable función es ofrecer continuidad de la lengua. No obstante, sugiere que dicha continuidad, especialmente en la era de la comunicación electrónica, es inane; y acusa a la Real de Madrid de colonialismo, entre otros males. Ha estudiado asimismo la conquista ibérica del continente americano en el siglo XVI desde una perspectiva lingüística. La traducción, para Stavans, representa apropiación. Definió la modernidad como "un modo de vida traducido" y ha escrito y dictado cátedra sobre la función que desempeña el traductor como vaso comunicante a través de las diversas épocas y hábitats.
Entre los diversos temas de influencia que ha abordado se encuentran ensayos sobre el cómico mexicano Mario Moreno "Cantinflas", el satírico grabador José Guadalupe Posada, el líder chicano César Chávez y la cantante tejana Selena. Asimismo, con Teresa Villegas, publicó el libro Lotería! sobre el juego de mesa, donde incluye poemas propios. También figura en uno de los libros de la serie Smithsonian Q&A.
Stavans ha criticado la educación universitaria en los Estados Unidos por su lentitud para reflejar la diversidad étnica de ese país, así como la desgana que han mostrado las instituciones académicas en cuanto a aprendizaje de idiomas. Para Stavans, el español ha dejado de ser una lengua extranjera en Estados Unidos y no debe enseñarse como tal. Ha sido criticado por ello y por oponerse a propuestas para hacer del inglés la lengua "oficial" en ese país.
Su obra ha sido traducida a una docena de idiomas.

### En español
- Conversación con Ilan Stavans
- Stavans en Cuadernos Cervantes
- Traducción de Don Quixote
- Stavans por Jorge Ramos
- Stavans en Instituto Cervantes
- Stavans lee a Pablo Neruda
- Stavans en Barcelona Review

### En inglés
- La invención del amor
- Stavans on Censorship
- Stavans on Dictionaries
- Stavans on Libraries (enlace roto disponible en Internet Archive; véase el historial, la primera versión y la última).
- Stavans on Literature and Prayer
- Stavans on Translation Archivado el 26 de mayo de 2007 en Wayback Machine.
- Stavans on Spanglish-NPR interview
- Stavans on Spanglish-PBS interview
- Profile of Stavans in The New York Times
- Profile of Stavans in Village Voice
- Profile of Stavans in the Chronicle of Higher Education
- Stavans on Spanglish in Newsweek
- Translation of Don Quixote
- PBS Conversation with Ilan Stavans

- Datos: Q2887093
- Multimedia: Ilan Stavans / Q2887093